# Cerkev Ochrany Matky Boží (Jedlinka)
Cerkevl Ochrany Matky Boží v Jedlince je dřevěná řeckokatolická filiální cerkev postavená v roce 1763 v Jedlince. Patří do farnosti Mikulášová, bardejovský dekanát v prešovské archieparchii Slovenské řeckokatolické církve. Od roku 1968 je chráněna jako národní kulturní památka Slovenské republiky.

## Historie
Cerkev byla postavena v roce 1763 (dle datumu na rámu okna). Podle tradice byla zakoupena v Polsku a přenesena na současné místo. Po roce 1945 byla renovována.

## Architektura a vybavení
Jedná se o dřevěnou stavbu srubové konstrukce, orientovanou. Je dvoulodní, s lodí na půdorysu protáhlého obdélníku a vnitřně odděleným babincem, v jehož prodloužení je sloupová předsíň. Kněžiště je menší než loď, uzavřené na půdorysu obdélníku. Věž posazená na terénu s mírně skloněnými stěnami zakončená stanovou střechou s cibulovitou bání. Stanové střechy nad lodí a kněžištěm jsou lomené, kryté šindelem. Zachováno je původní kování, mříže dveří a oken.

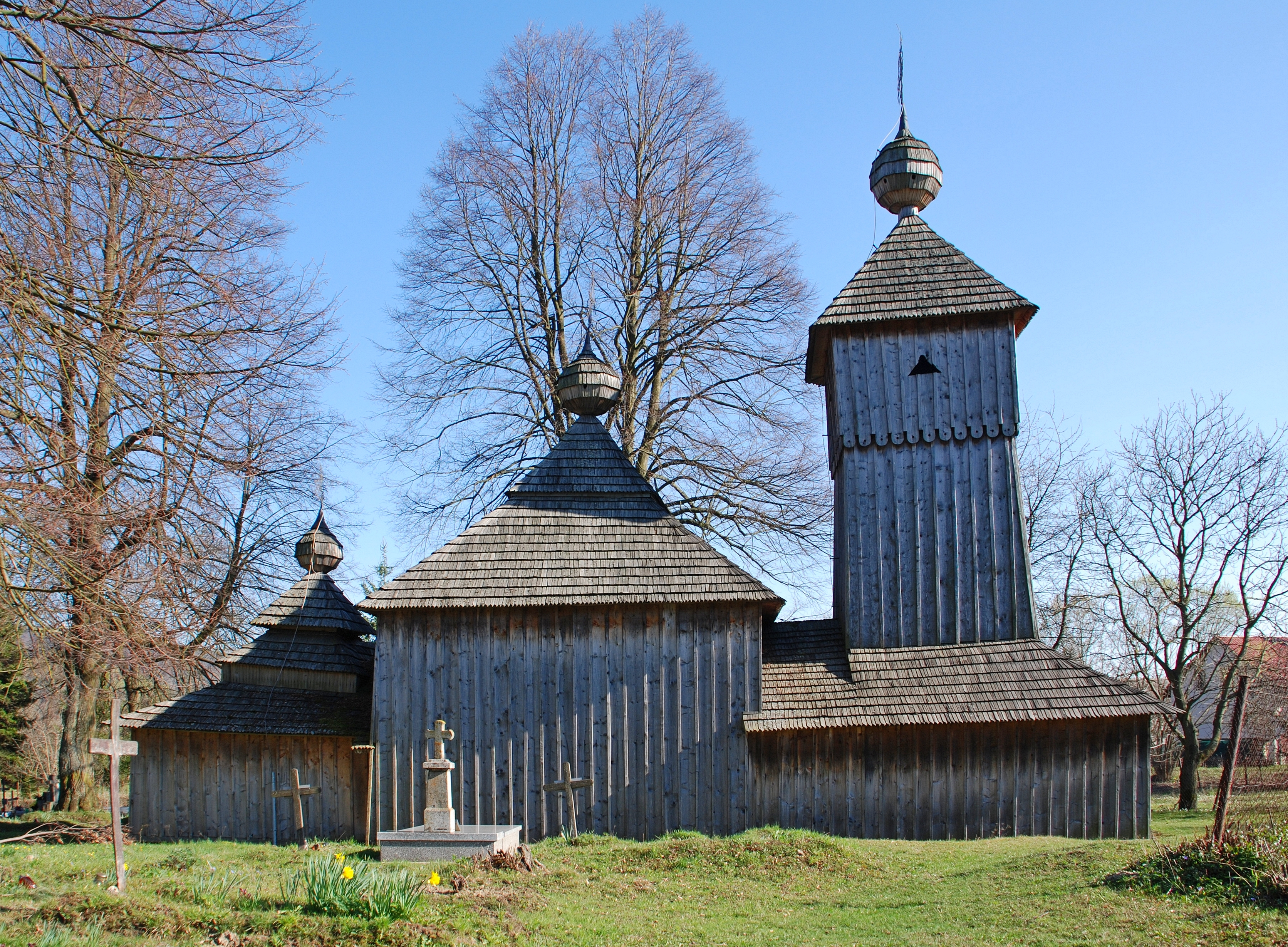
Pohled od severu
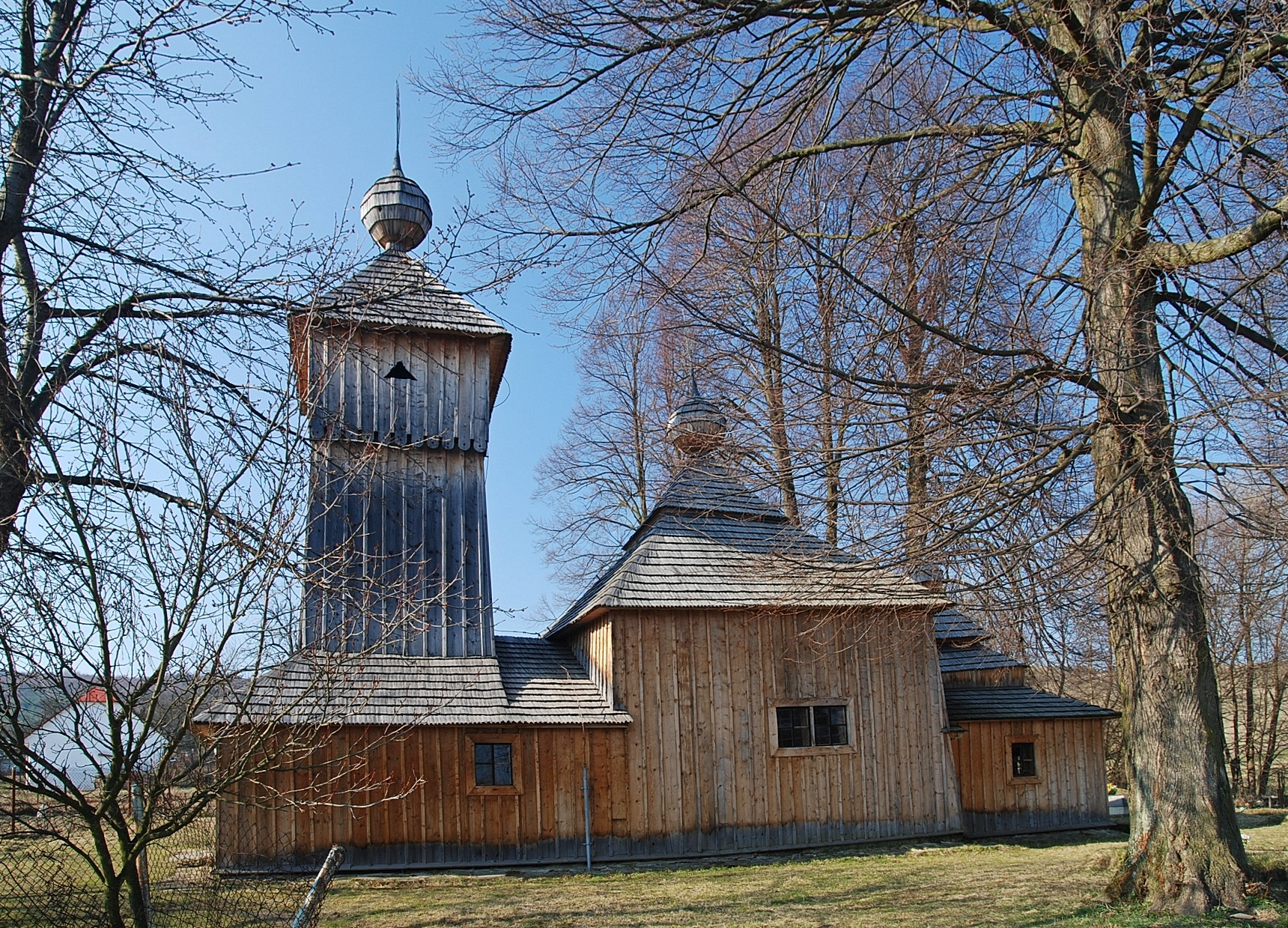
Jižní průčelí
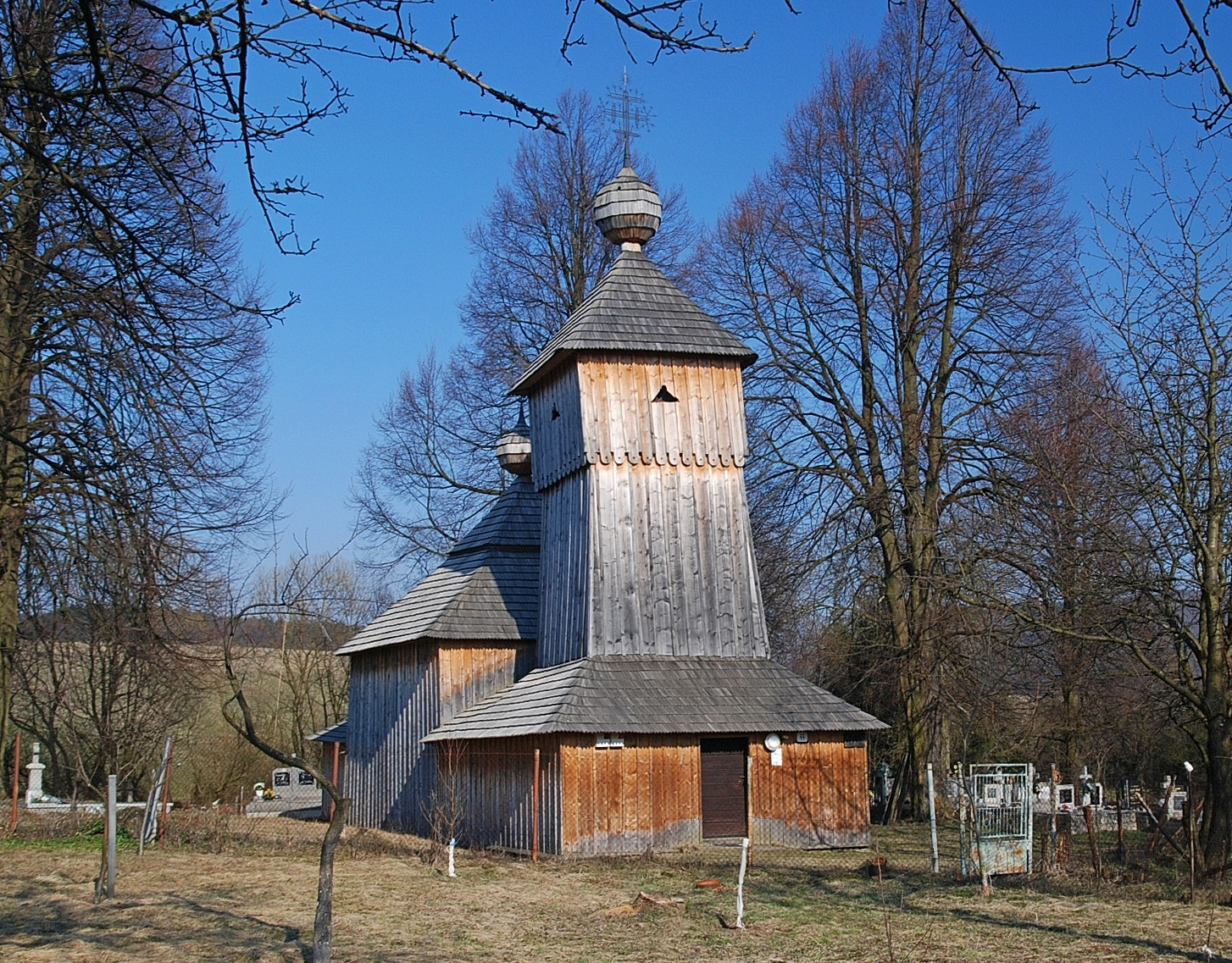
Přední průčelí
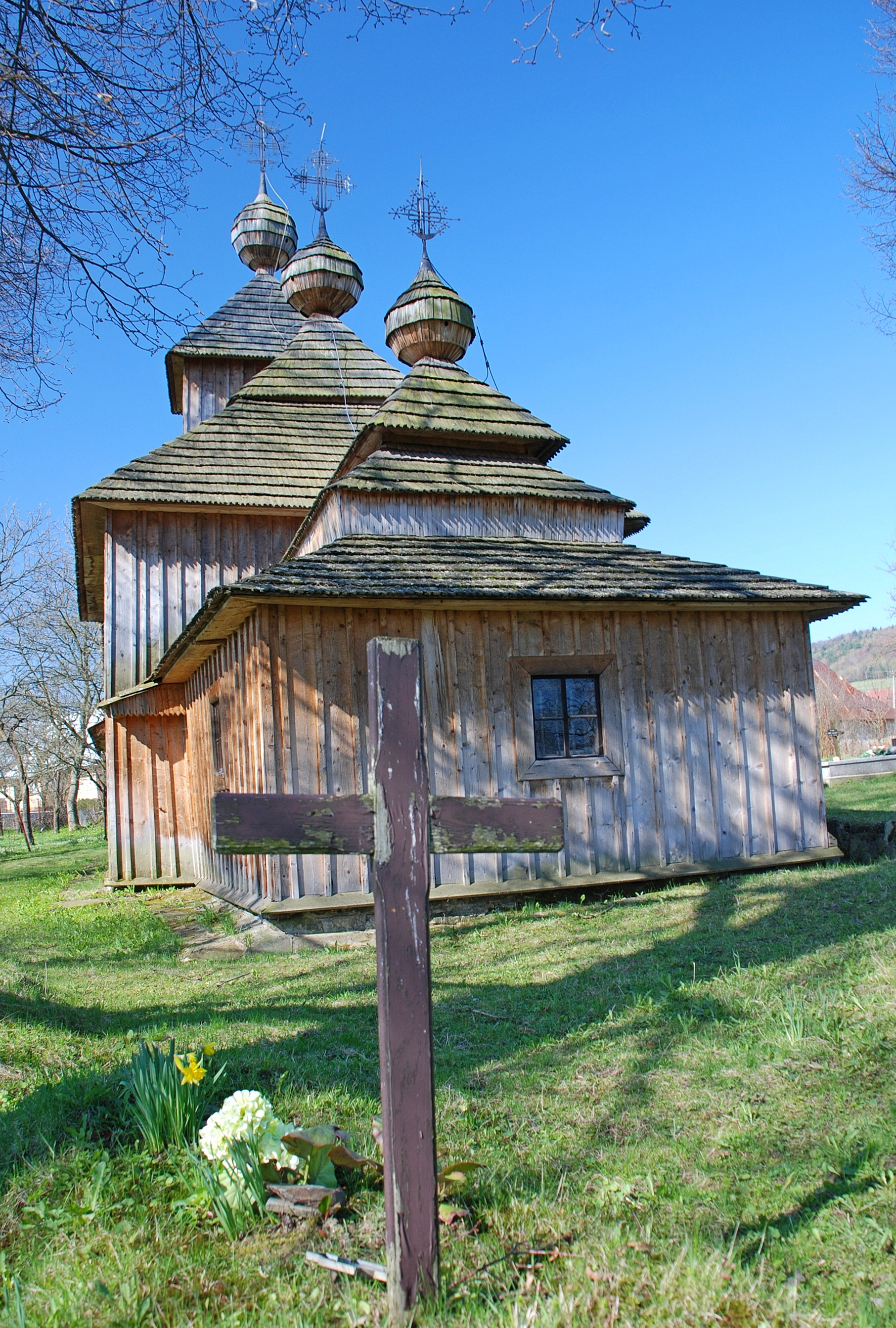
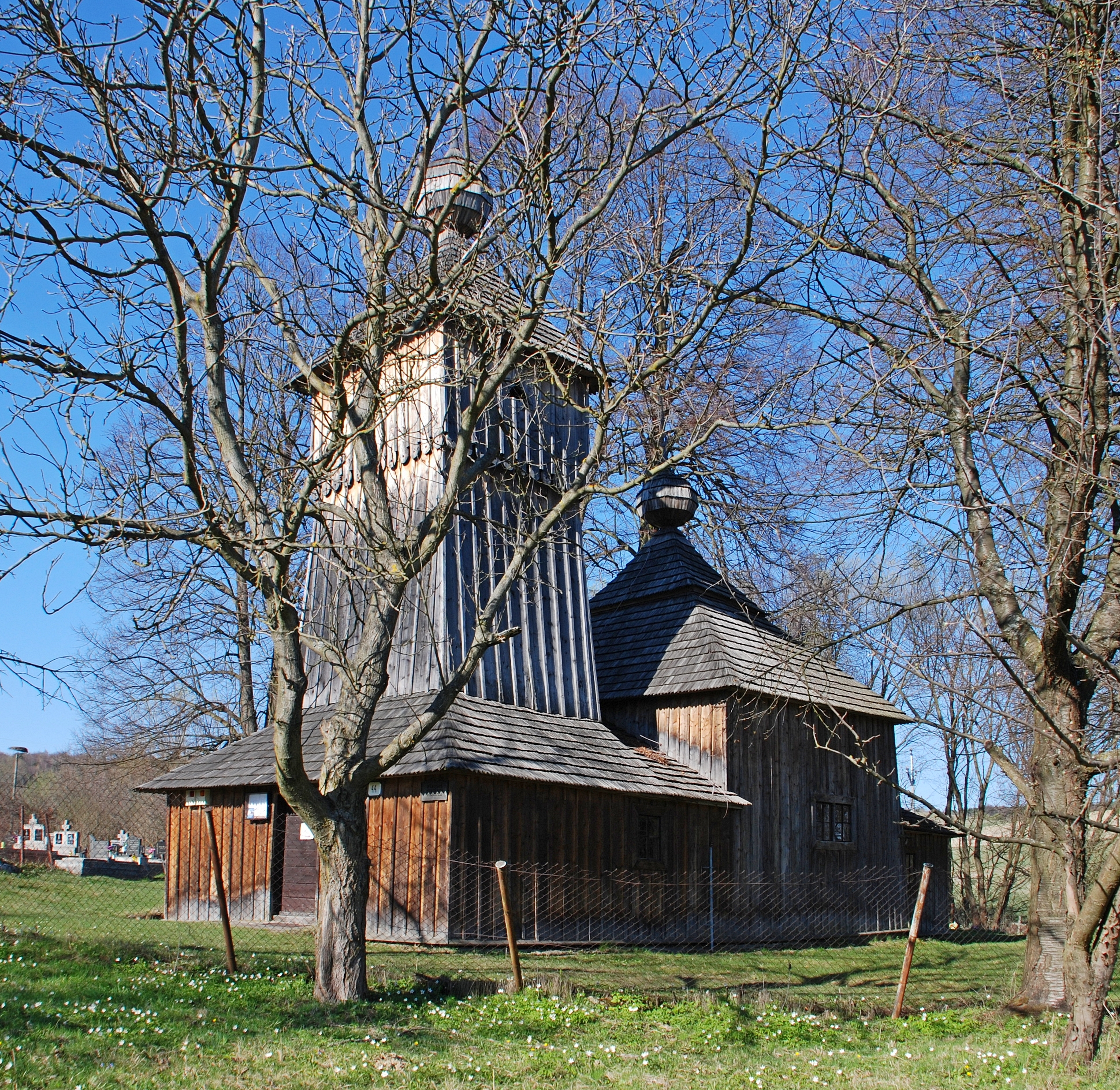

Vnitřní prostory kostela jsou v babinci plochostropé, v lodi a kněžišti jsou klenuté. Střecha lodi je zpevněna tříramenným vazným trámem, zdobeným vyřezávanými rozetami. V presbytáři je rokokový hlavní oltář s ikonou Narození Bohorodičky z počátku 20. století a malý oltář s ikonou Bohorodice ochranitelky z 18. století. Na stěnách lodi několik ikon ze starších ikonostasů: Panna Maria Hodegetria z roku 1741, Deesis z roku 1715, svatý Mikuláš, Matka Boží pečující, Kristus Pantokrator z roku 1744.